# Nicoyahalvön

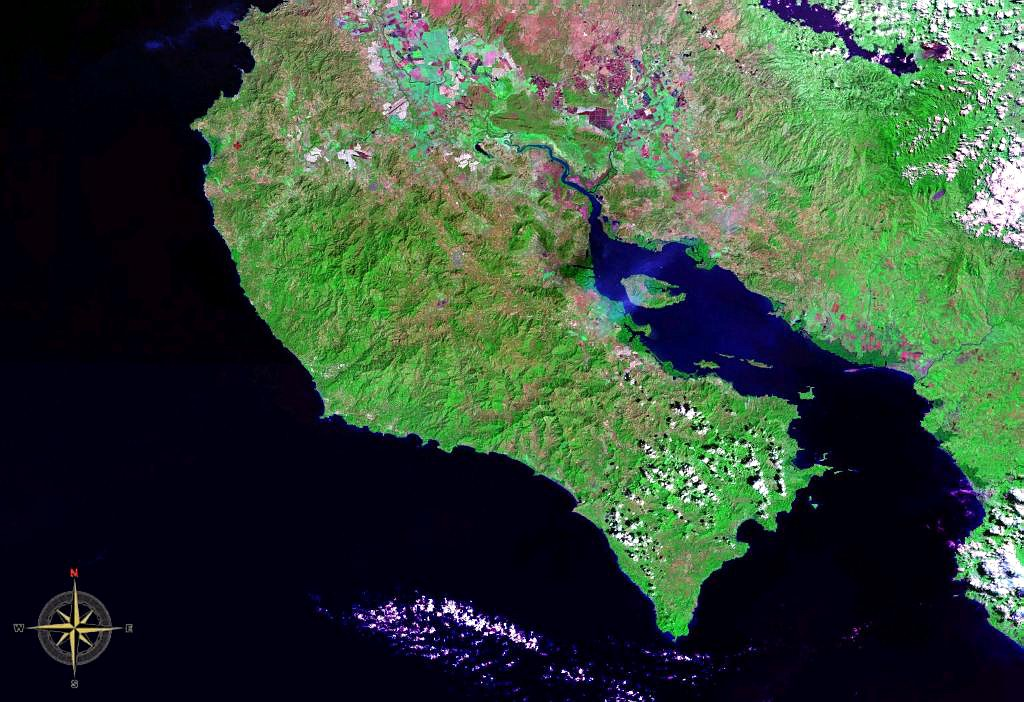
Nicoyahalvön sett från rymden.

Nicoyahalvön  (spanska: Península de Nicoya) är en halvö på Costa Ricas Stillahavskust och är belägen i provinsen Guanacaste i norr och Puntarenas  i syd. Innanför halvön ligger Nicoyabukten. Halvön är känd för sina stränder och är ett populärt turistmål. 